# Fernão Cardim
Pour les articles homonymes, voir Cardim.
Fernão Cardim, né vers 1548 à Viana do Alentejo (Portugal) et décédé le 27 janvier 1625, à Bahia (Brésil), est un prêtre jésuite portugais missionnaire au Brésil. Plusieurs fois recteur de collège il est connu également comme explorateur, s'étant familiarisé avec les langues indigènes (Tupi) 

## Biographie
Etudiant à l'Université d'Évora le jeune Fernão entre dans la Compagnie de Jésus le 9 février 1566. Il fait son noviciat et ses études ecclésiastiques dans la même ville d'Évora où il est ordonné prêtre en 1578. Il effectue dans un premier temps différentes missions pour son Ordre dans son pays d'origine avant d'être choisi en 1583 pour accompagner Christóvão de Gouvêa et le gouverneur Manuel Telles Barreto dans un voyage d'inspection des missions au Brésil. Il y reste comme recteur du collège de Bahia (1587-1592) et étudie la langue des Tupis.
Ce premier séjour au Brésil colonial dure plus de 15 ans. Il y devient (indirectement) explorateur. Constamment sur les chemins il visite et explore tour à tour les régions qui appartiennent aujourd'hui aux états de Bahia, Pernambuco, Ceará, Espírito Santo, Rio de Janeiro et São Paulo. De retour en Europe en 1598 il est élu procureur de la province du Brésil, à savoir représentant des jésuites du Brésil à Rome.
En 1601 il est à nouveau envoyé au Brésil. Il est accompagné cette fois-ci de João Madureira. Néanmoins il est capturé en mer par le corsaire anglais Francis Cook et demeure prisonnier pendant deux ans en Angleterre. Après sa libération, il retourne au Brésil. Il est nommé provincial des Jésuites du Brésil, poste qu'il occupe jusqu'en 1609. il consacrera le reste de sa vie à mettre par écrit ses observations sur le Brésil.

## Ses écrits
En plus de ses différentes responsabilités dans la Compagnie de Jésus, Fernão Cardim est l'auteur de deux ouvrages relatifs à ses explorations : 
- Tratados da Terra e da Gente do Brasil (Do clima e terra do Brasil et Do princípio e origem dos índios do Brasil, 1623)
- Narrativa epistolar de uma viagem e missão jesuítica (1847, publié par Francisco Adolfo de Varnhagen).

Dans son ouvrage Traité de la terre et des populations du Brésil, Fernão Cardim traite en détail les origines et coutumes des Indiens du Brésil. Cet ouvrage sera largement popularisé après sa publication en anglais en 1925.
De larges extraits des Tratados de Cardim ont été traduits en français mais présentés comme provenant d'un "Portugais anonyme" dans l'Histoire générale des voyages dirigée par l'abbé Prévost (tome XX, 1773).